# Bay City (Oregon)
Bay City é uma cidade localizada no estado norte-americano de Oregon, no Condado de Tillamook.

## Demografia
Segundo o censo norte-americano de 2000, a sua população era de 1149 habitantes. 
Em 2006, foi estimada uma população de 1158, um aumento de 9 (0.8%).

## Geografia
De acordo com o United States Census Bureau tem uma área de 
4,3 km², dos quais 3,3 km² cobertos por terra e 1,0 km² cobertos por água.

## Localidades na vizinhança
O diagrama seguinte representa as localidades num raio de 12 km ao redor de Bay City. 